# Huub van der Meer
H.A. (Huub) van der Meer (1943) is een Nederlandse politicus van CDA-signatuur.
Van der Meer heeft een weg- en waterbouwkundige achtergrond en was 15 jaar lid van Provinciale Staten, als Statenlid, fractievoorzitter en gedeputeerde. In 1993 werd hij benoemd tot burgemeester van de gemeente De Lier en bleef dat tot die gemeente op 1 januari 2004 opging in de nieuwe gemeente Westland. Vanaf 2 januari was hij daar ruim twee jaar wethouder. In 2006 werd Van der Meer waarnemend burgemeester in de gemeente Moordrecht welke functie hij uitoefende tot die gemeente op 1 januari 2010 opging in de nieuwgevormde gemeente Zuidplas. Aansluitend werd hij door Jan Franssen, de commissaris van de Koningin in Zuid-Holland, benoemd tot waarnemend burgemeester van de gemeente Zederik waar hij een jaar later werd opgevolgd door Coert van Ee. In 2011 volgde zijn benoeming tot waarnemend burgemeester van Strijen waar hij in maart 2012 werd opgevolgd door Aart-Jan Moerkerke. Vanaf 1 februari 2012 was hij bijna een jaar waarnemend burgemeester van Oostflakkee.